# Торолд, Эдмунд
Эдмунд Торолд (англ. Edmund Thorold, 8 сентября 1832, Барнби Мур, Ноттингемшир — 19 июня 1899, Бат) — английский шахматист (мастер), участник ряда крупных соревнований. По роду занятий — педагог. Один из сильнейших шахматистов-любителей Англии второй половины XIX в.

## Биография
Учился в Шеффилде, в школе «Collegiate School». Во время учебы в школе увлекся шахматами. Продолжал обучение в Вустер-колледже Оксфордского университета. Во время учебы в Оксфорде играл с будущим участником лондонского турнира 1862 г. В. Грином. Позже — с С. Боденом.
После завершения учебы некоторое время работал в Магдален-колледже, а потом вернулся в Шеффилд, где был руководителем школы «Collegiate School».
Через некоторое время был избран президентом Шеффилдского шахматного клуба. Также принимал активное участие в работе Шахматной ассоциации Западного Йоркшира.
В конце 1860-х гг. переехал в Бат. Состоял в Батском шахматном клубе. Был президентом Бристольского шахматного клуба (сменил на этом посту Х. А. Кеннеди).
Преподавал в Сомерсетшир-колледже.

## Семья
Семья Торолдов происходит из Линкольншира. Родной брат шахматиста был епископом в Уинчестере и Рочестере.

## Вклад в теорию дебютов
Серьезно изучал систему Альгайера — Кизерицкого в королевском гамбите. В англоязычной литературе конца XIX в. встречается тройное название: гамбит Альгайера — Кизерицкого — Торолда.

## Спортивные результаты
| Год  | Город     | Соревнование                                                     | + | −  | = | Результат    | Место |
| ---- | --------- | ---------------------------------------------------------------- | - | -- | - | ------------ | ----- |
| 1861 | Шеффилд   | Матч с Дж. Уоткинсоном                                           |   |    |   | 4 : 7        |       |
| 1866 | Редкар    | 2-й конгресс Шахматной ассоциации британских графств             |   |    |   |              |       |
|      | Лондон    | Матч с Дж. Мак-Доннелом                                          |   |    |   |              |       |
| 1876 | Лондон    | Кубок вызова Британской шахматной ассоциации                     |   |    |   |              |       |
| 1878 |           | 13-й конгресс Шахматной ассоциации британских графств            |   |    |   |              |       |
| 1882 | Манчестер | Турнир английских шахматистов                                    |   |    |   |              | 1—2   |
| 1884 | Лондон    | Матч с У. Уэйтом                                                 | 5 | 7  | 4 | 7 : 9        |       |
|      | Бат       | 19-й конгресс Шахматной ассоциации британских графств            |   |    |   |              |       |
| 1885 | Херефорд  | Международный турнир                                             |   |    |   | 3 из 10      | 10—12 |
| 1886 | Ноттингем | Международный турнир                                             |   |    |   |              |       |
| 1888 | Брэдфорд  | Международный турнир                                             | 6 | 9  | 1 | 6½ из 16     | 11—12 |
| 1890 | Манчестер | Международный турнир (6-й конгресс Британского шахматного союза) | 3 | 10 | 6 | 6 из 19      | 17    |
| 1895 | Гастингс  | Чемпионат Англии среди любителей                                 |   |    |   |              |       |
|      |           | Матчи с неизвестной датой                                        |   |    |   |              |       |
| ?    | Бристоль  | Матч с Феддоном                                                  |   |    |   | Матч выигран |       |
| ?    | Челтенхем | Матч с Б. Фишером                                                |   |    |   | Матч выигран |       |
| ?    | Лондон    | Матч с Дж. Блэкберном                                            |   |    |   | Матч выигран |       |